# Senzibil

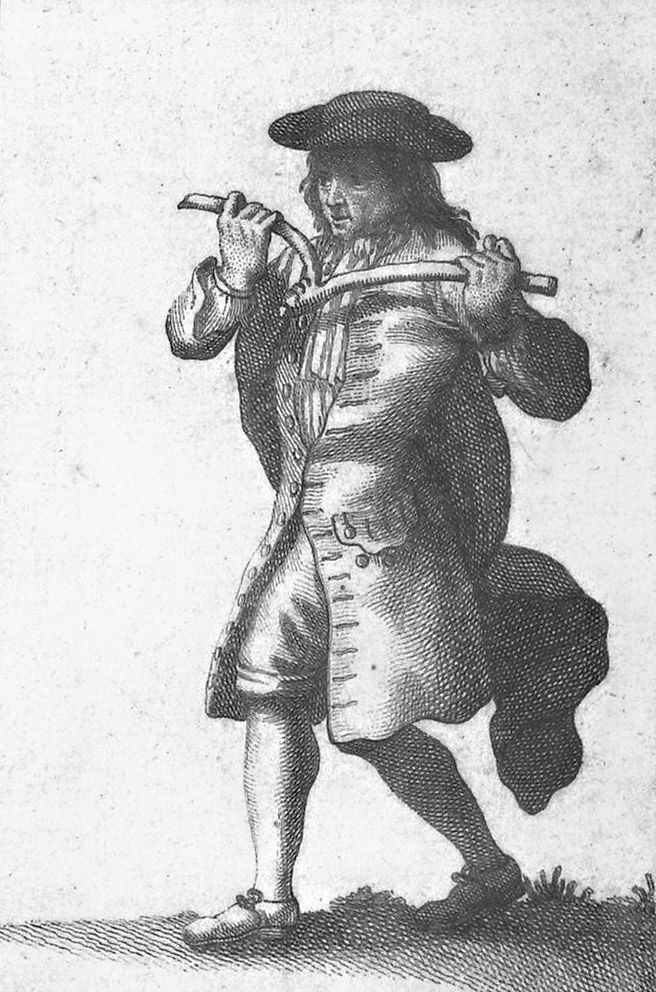
Za senzibilní jedince jsou označováni například proutkaři. Zde jeden s virgulí na rytině z 1. poloviny 18. století

Senzibil je označení pro člověka, který má údajně mimosmyslové schopnosti, a je tedy schopen i mimosmyslově vnímat. V angloamerických zemích se pro takovou osobu používá termín „psychic“. Do této kategorie lze řadit i někdejší médium – paragnost a dnešní channeler. Senzibilové, především mnozí léčitelé, jasnozřivě získávají informace o životě jiných lidí nebo o jejich chorobách, dokáží diagnostikovat nemoci pouhým „vnitřním zrakem“ nebo snímáním aury, jsou schopni telepatie a cítí, když je někdo zezadu pozoruje. Zpravidla jsou nadáni i schopnostmi psychokinetickými, dovedou tedy pohybovat předměty, ovládat generátor náhodných čísel, vysílat telepaticky léčebné příkazy. K nejznámějším českým senzibilům patřil psychotronik Robert Pavlita, který ovládal svou myslí mechanické strojky, nebo malíř Karel Kožíšek, diagnostikující choroby pacientů na automatické kresbě provedené podle data narození nebo podle vzorku vlasů pacienta.

## Neověřenost schopností senzibilů
Představa o existenci senzibilů, resp. o schopnosti mimosmyslového vnímání nebo působení patří do rámce parapsychologie – psychotroniky. Existenci takových schopností lze však už teoreticky, z hlediska biologického, evolučního, fyzikálního, i z hlediska informatiky vyloučit. Senzibilové byli většinou brzy odhaleni jako podvodníci a hledání ztracených dětí nebo uprchlých zločinců vždy skončilo neúspěchem. Ani experimentálně se nikdy nepodařilo tyto schopnosti prokázat, a vysoké částky za úspěšný důkaz mimosmyslových schopností, které nabídli např. James Randi nebo řada skeptických organizací, zůstaly nevyužity.

## Poznámka
Pojmy „senzibilizace“ (vznik přecitlivělosti na určitou látku či situaci) a „desenzibilizace“ (způsob léčby některých alergií, jehož účelem je snížit přecitlivělost na určitý alergen) nemají se senzibily nic společného.